# 이수훈 (사회학자)
이수훈(李洙勲, 1954년 12월 13일~)은 대한민국의 사회학자이다. 경남대학교 정치외교학과 교수로 재직 중이다.
노무현 정부 시절 대통령 자문 동북아시대위원회 위원장을 맡았으며, 문재인 정부에서는 국정기획자문위원회에서 외교안보분과 위원장, 주일본 대한민국 대사관 대사를 맡았다.